# Age of Empires III
Age of Empires III (AoE III) je počítačová hra v žánru realtimové strategie. Byla vyvinuta společností Ensemble Studios a vydána společností Microsoft Game Studios (dceřiná společnost Microsoftu) 18. října 2005. Děj se odehrává v období 16.–19. století při kolonizaci Ameriky. Hra nově umožňuje stavbu železnice nebo uzavření spojenectví s indiánskými kmeny. K dispozici je osm evropských národů, a to Nizozemci, Francouzi, Britové, Němci, Osmané, Španělé, Portugalci a Rusové.

## Hratelnost

### Národy
Ve hře Age of Empires III je možné hrát za osm rozdílných národů, z nichž každý má ve hře své vlastní přednosti i slabiny. V kampaních má hráč navíc možnost zahrát si také za Řád sv. Jana (The Knights of St. John), žoldnéře Johna Blacka (John Black's Mercenaries) nebo za Spojené státy americké (United States of America). V kampaních se objevují i národy pirátů, bratrstvo Ossus (Circle of Ossus) nebo indiánské kmeny.

## Příběh hry
Kampaň hry je rozdělena do tří částí (Krev, Led a Ocel – Blood, Ice, Steel), z nichž každá čítá osm misí. Všechny tři části spojuje osud rodiny Blacků, která se účastní kolonizace amerického kontinentu. Hrdinou první části je Morgan Black, maltézský rytíř, který se v Novém světě v honbě za Fontánou mládí střetne s Osmany, piráty, Španěly a Ossusovým kultem. Ve druhé části se Morganův vnuk hraničář John Black v období sedmileté války opět střetává s bratrstvem Ossus, na jehož stranu se postaví Rusové a Britové. Závěrečná pasáž hry patří podnikatelce a stavitelce železnice Johnově vnučně Amelii Black, která celý příběh vypráví. Amelii se po závěrečné bitvě podaří usmrtit posledního vůdce Ossuského kultu francouzského lovce, Pierra Beaumonta. V závěrečné ukázce se pak Amelie setkává se starcem, Morganem Blackem, který se kdysi napil z Fontány mládí.

## Datadisky

### The WarChiefs
17. října 2006 byl ke hře vydán datadisk Age of Empires III: The WarChiefs, který přinesl tři hratelné indiánské kmeny a to Irokéze, Aztéky a Siouxe. Byly přidány také nové jednotky a funkce, a především nové dva akty do příběhové kampaně.

### The Asian Dynasties
Age of Empires III: The Asian Dynasties (TAD) je druhým datadiskem k realtimové strategické hře Age of Empires III vývojářů firmy Ensemble Studios. Na rozdíl od datadisku The WarChiefs zde nepřibyly nové americké národy, ale jak už název vypovídá, byly zde přidány civilizace Asiatů konkrétně Čína, Japonsko a Indie. V datadisku se objevily nové způsoby hraní (např. systém King of the Hill známý z AOC) a nové asijské mapy. Asijské civilizace mají také možnost uzavření „spojenectví“ s Evropany prostřednictvím tzv. konzulátu, ve kterém je možné pronajímání evropských vojáků. Přibyli zde také noví žoldáci a domorodé kmeny. Samozřejmostí je i v tomto datadisku možnost hraní přes Ensemble Studios Online – ESO. Ke hraní je potřeba původní hra Age of Empires III.